# Jan Molin
Jan Molin též Johann Molin (4. srpna 1866, Horní Blatnice – 29. ledna 1948, Perchtoldsdorf) byl rakouský evangelický duchovní, úředník a dvorní rada, původem z Těšínska.
Narodil se v polské rodině Pawła Molina a Zuzany, roz. Plintové. Teologii studoval v letech 1887–1891 ve Vídni, Jeně a v Berlíně. (Během vídeňských studií „žil v bratrském poměru k českým bohoslovcům“.) V letech 1894–1902 byl farářem evangelického sboru v Jablonci nad Nisou, následně sloužil do roku 1909 ve sboru v Meranu, kde se zasloužil o evangelický hospic. V letech 1910–1938 působil jako duchovní rada augsburského vyznání na Vrchní církevní radě ve Vídni.
Dne 30. května 1918 vedl „v české řeči s mírným zbarvením polským“ instalaci superintendenta Ferdinanda Hrejsy.
Dne 15. července 1922 mu byl Vídeňskou univerzitou udělen čestný doktorát teologie.
Od roku 1894 byl ženat s Margarete, roz. Kaßler; jedním z jejich dětí byl teolog Georg Molin (1908–2003), znalec a překladatel kumránských svitků.